# تونل (فیلم ۱۹۶۲)
«تونل» (انگلیسی: The Tunnel) فیلمی در ژانر مستند است.